# Apendicectomia
Una apendicectomia és l'extirpació quirúrgica de l'apèndix vermiforme. Aquest procediment normalment es realitza com un procediment d'urgència, quan el pacient pateix d'apendicitis aguda. A falta d'instal·lacions quirúrgiques, els antibiòtics per via intravenosa s'utilitzen per retardar o evitar l'aparició d'una sèpsia. Alguns casos, evolucionats espontàniament, es poden resoldre sense intervenció, però amb més freqüència es forma una massa inflamatòria en tot l'apèndix. Aquesta última és una contraindicació relativa per la cirurgia.
L'apendicectomia es pot realitzar per via laparoscòpica o com una operació oberta (laparotomia).
La laparoscòpia s'utilitza sovint si el diagnòstic està en dubte, permetent ocultar les cicatrius al melic o en la línia del borrissol púbic; i una recuperació una mica més ràpida, el procediment és més car i l'ús intensiu de recursos que la cirurgia oberta i en general triga una mica més, amb els riscos (baixos en la majoria dels pacients) addicionals associats amb el pneumoperitoneu (per inflar l'abdomen amb gas).
La peritonitis associada amb l'apendicitis de vegades requereix una laparotomia infraumbilical.
Hi ha hagut alguns casos d'autoapendicectomia, és a dir, realitzats pel mateix pacient. Un d'ells va ser realitzat pel Dr. Kane el 1921, però l'operació va ser completada pels seus ajudants. Un altre cas és el de Leonid Rógozov que va haver de realitzar-se ell mateix tota l'operació, ja que ell era l'únic cirurgià en una remota base àrtica.
L'apendicectomia és un factor de risc per a la malaltia de Crohn.